# Forteresse Antonia
La forteresse Antonia était une vaste caserne militaire située à Jérusalem, construite entre 37 et 35 av. J.-C. par Hérode le Grand sur le site d'une ancienne citadelle hasmonéenne. Située dans l'angle nord-ouest de l'esplanade du Temple, son emplacement exact est encore inconnu.

## Description

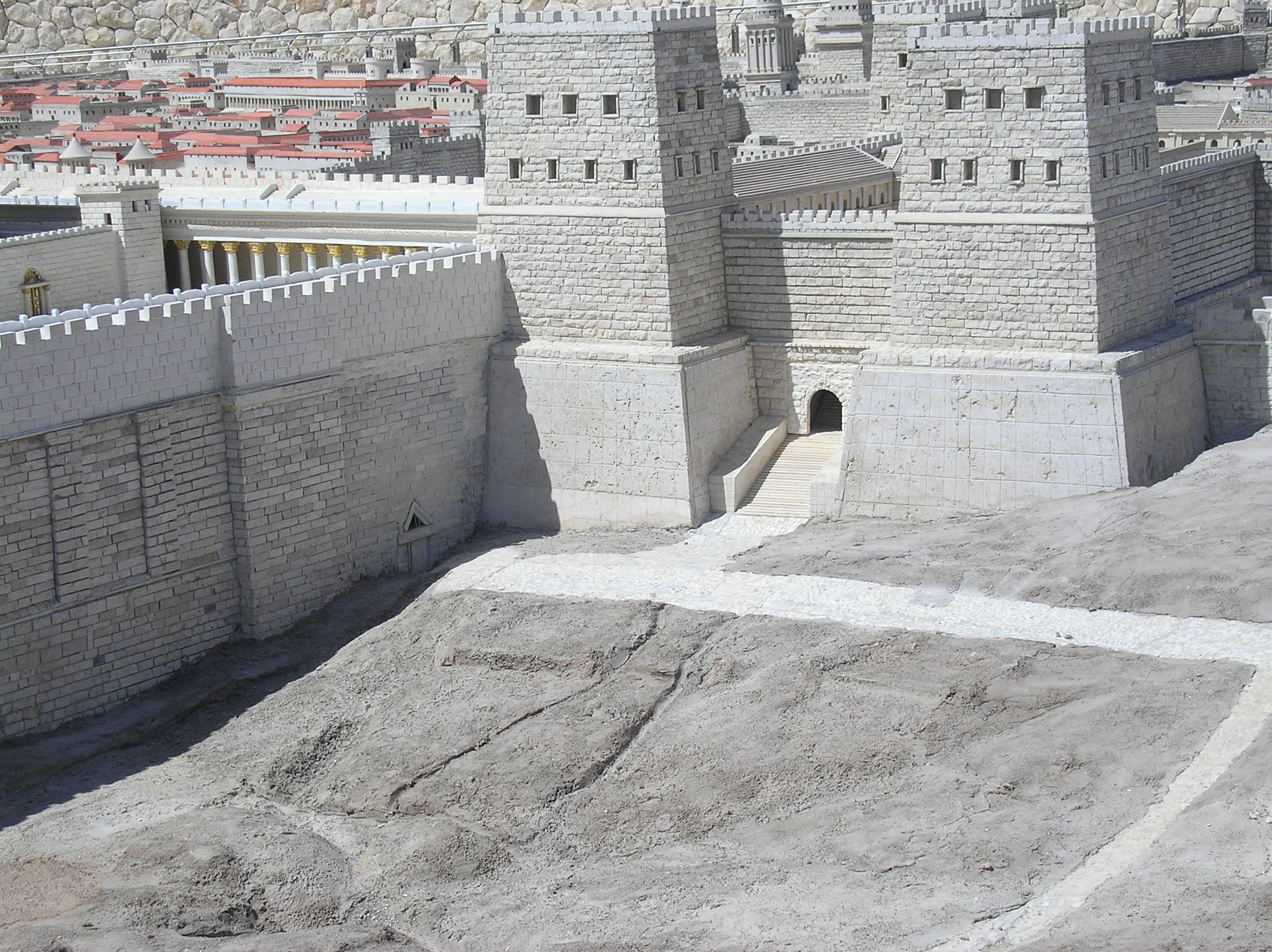
La porte principale.

La forteresse a été construite sur la partie extrême occidentale des grands remparts de la ville, au nord-est de la ville, près du Temple (le deuxième) et de la piscine de Bethesda.
La forteresse prit le nom d'Antoine, protecteur d'Hérode au début de son règne. Hérode, probablement, séjourna dans ce palais, qui était une résidence royale, avant d'édifier un autre palais, de l'autre côté de la cité. Il fit ce choix parce que ce monument dominait le Temple et pouvait représenter une gêne pour la vie de la classe sacerdotale. Il voulait aussi, par ce transfert du siège du pouvoir, se concilier l'élite religieuse des Juifs.

Au XIXe siècle, les fouilleurs de Terre sainte ont cru pouvoir affirmer que cette forteresse était le lieu du Prétoire et l'endroit où Jésus fut présenté devant Ponce Pilate pour être jugé, après la découverte, dans la zone de l'Antonia, à proximité d'un arc romain qu'on considérait comme la « porte du prétoire ». Cette tradition était fondée sur l'hypothèse erronée qu'un dallage romain portant gravé un « jeu du roi », découvert sous la chapelle de la Condamnation et la basilique de l'Ecce Homo, pouvait correspondre au Lithostrôtos et au damier des soldats mentionnés dans l'évangile de Jean. Les recherches archéologiques actuelles indiquent que ces dalles sont le pavage oriental d'un forum romain construit par Hadrien après 135, dans le cadre de la construction d'Ælia Capitolina. Le Prétoire est vraisemblablement situé au niveau de la tour de David dans l'ancien palais d'Hérode (en) (la « Citadelle »), situé à l'autre bout de la vieille ville près de l'actuelle porte de Jaffa. Les fouilles au sud de cette tour entreprises depuis 1999 ont en effet révélé des vestiges qui seraient ceux de l'ancien palais d'Hérode.

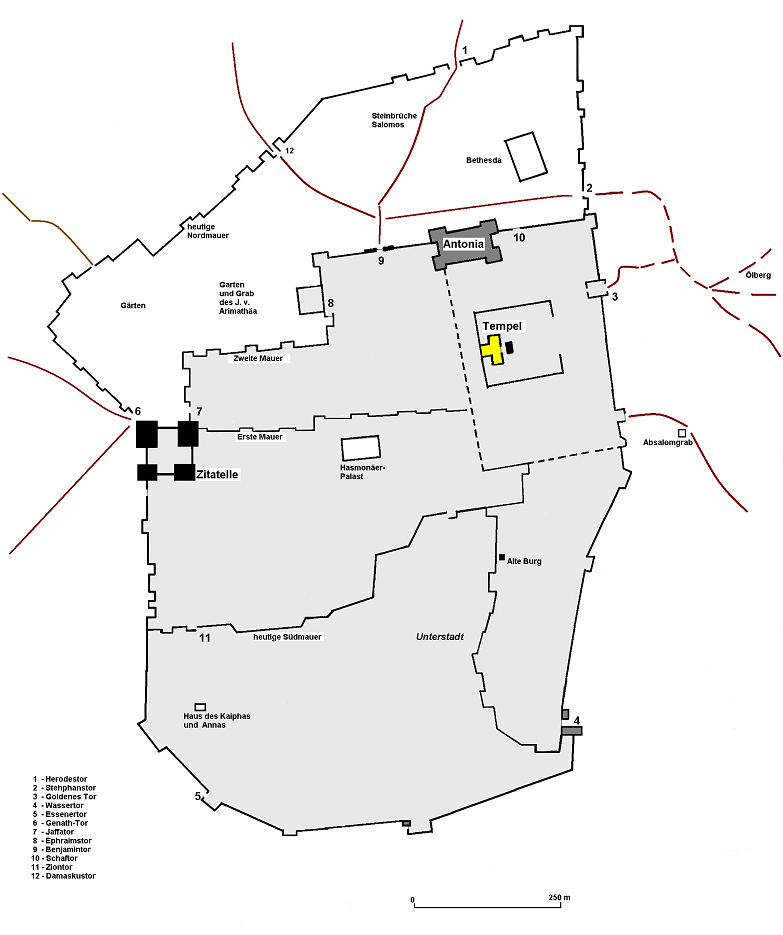
Plan de Jérusalem avec un emplacement possible de la forteresse Antonia.

L'historien Flavius Josèphe décrit l'édifice Antonia comme une forteresse flanquée de quatre tours à chaque coin. Il localisait cette dernière à l'angle nord-ouest des colonnes qui entouraient le Temple. Les images modernes la situent souvent le long du côté nord de l'enceinte du Temple.
Pourtant, la description de Flavius Josèphe suggère qu'elle était séparée de l'enceinte du Temple. Un espace étroit séparait probablement les deux édifices qui étaient reliés par deux rangées de colonnes. Les mesures de Flavius Josèphe évaluent la séparation à environ 600 pieds (environ 183 m) entre les deux complexes.
Avant la guerre de Judée, la forteresse Antonia abritait une partie de la garnison romaine de Jérusalem. Les Romains conservaient les habits sacerdotaux du grand prêtre dans la forteresse.
La forteresse Antonia fut détruite en 70 par l'armée de Titus lors du siège de Jérusalem. Les troupes de Titus attaquèrent Jérusalem par le nord le 30 mai 70, prirent la première, puis la seconde muraille. Jean de Gischala défendait l’Antonia et le Temple. Le 6 août 70, les sacrifices quotidiens dans le Temple cessèrent. Titus s'empara d'abord de la forteresse pour préparer l'attaque du Temple. Elle fut ensuite rasée par les Romains pour permettre aux légionnaires de se déployer sur le parvis du Temple avant l'assaut final et l'incendie du sanctuaire. Seul subsiste de nos jours un rocher en forme de L de 11 m de haut, moins élevé que celui décrit par Flavius Josèphe.